# Ministergärten

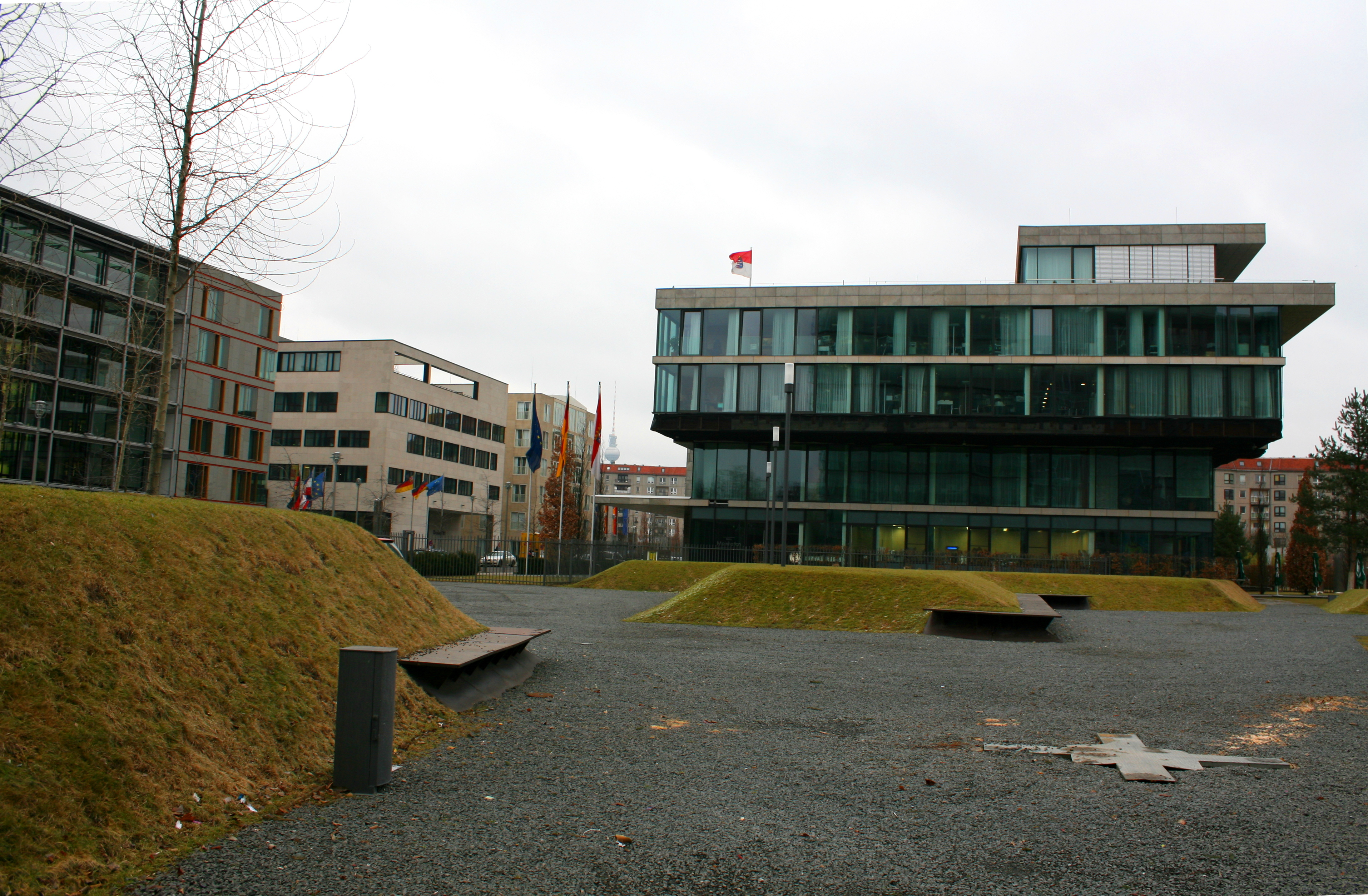
Blick über die Ministergärten, im Vordergrund die Hessische Landesvertretung beim Bund

Als Ministergärten wurde ursprünglich das Gebiet zwischen Wilhelmstraße, Voßstraße, Ebertstraße und Pariser Platz in Berlin bezeichnet. Der Name geht zurück auf die im 18. Jahrhundert an der Wilhelmstraße errichteten Adelspalais, in denen sich später Ministerien Preußens, des Kaiserreichs, der Weimarer Republik und des Dritten Reichs Quartier befanden. Zu diesen prachtvollen Stadtpalais gehörten weitläufige Gärten und Grünanlagen, die allerdings zu keiner Zeit für die Öffentlichkeit zugänglich gewesen sind. Heute erinnert nur noch der Straßenname „In den Ministergärten“ an die ursprüngliche Nutzung des Geländes. Hier befinden sich die Landesvertretungen der Bundesländer Rheinland-Pfalz, Hessen, Saarland, Brandenburg und Mecklenburg-Vorpommern, sowie Niedersachsen und Schleswig-Holstein.

## Geschichte

### Entstehung und Entwicklung im 18. Jahrhundert

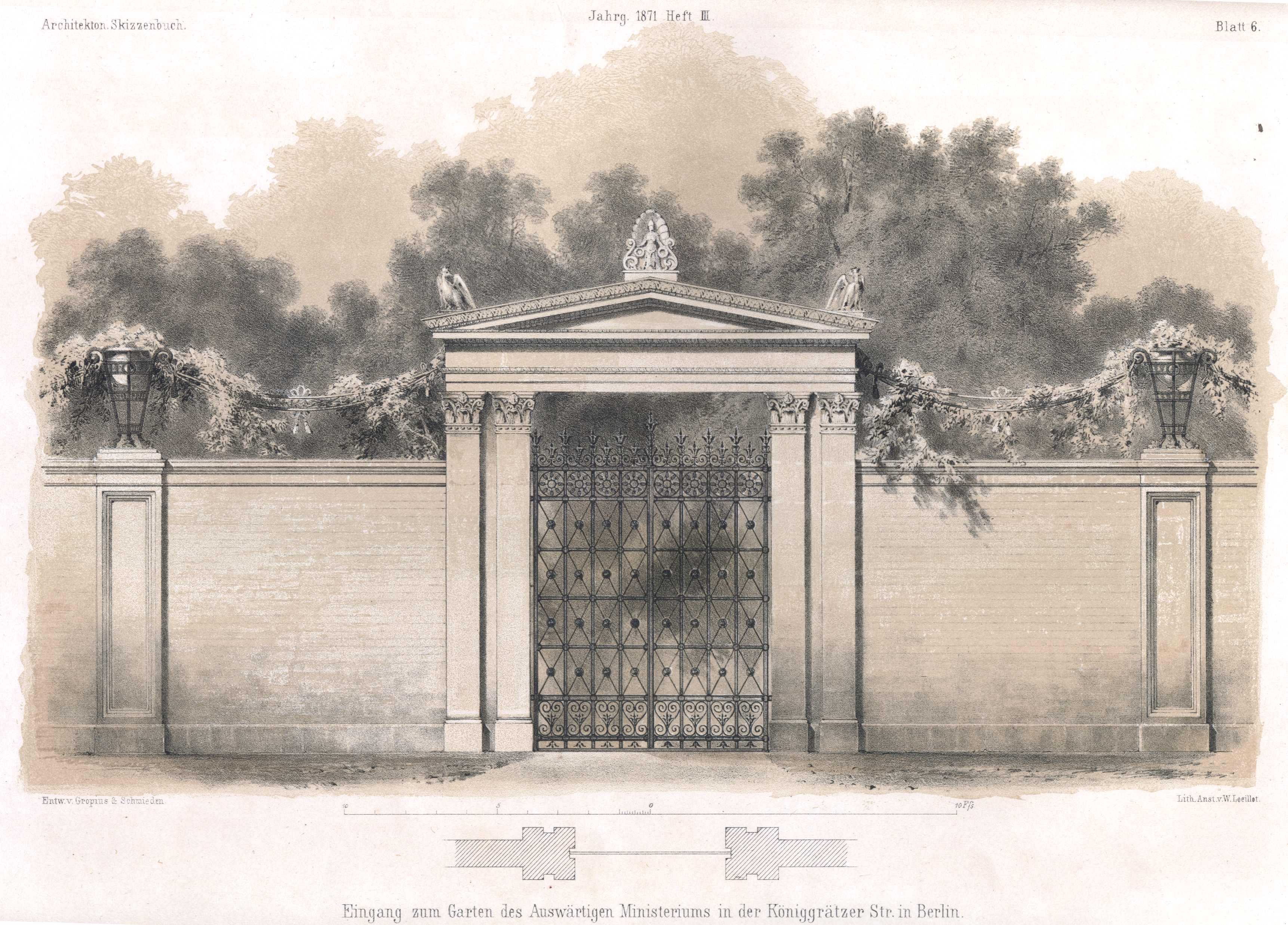
Skizze eines Tors zu den Ministergärten an der heutigen Ebertstraße im 19. Jahrhundert

Die Entstehung der Ministergärten geht auf Friedrich Wilhelm I. Kurfürst von Brandenburg und König in Preußen zurück. Zu Beginn des 18. Jahrhunderts sollte die Residenzstadt Berlin erweitert werden. Die Stadtviertel Friedrich- und Dorotheenstadt waren mit ihren Kapazitäten an ihre Grenzen gelangt. Der Ausbau sollte in Richtung Süden bis zur damaligen Akzisemauer (heute: Ebertstraße) erfolgen und vor allem ganzheitlich, harmonisch und repräsentativ vonstattengehen. Planung, Ausführung und Finanzierung lagen zunächst in staatlicher Hand. Die Leitung der Baukommission erhielt Major Christian Reinhold von Derschau. Ihm beratend zur Seite stand der königliche Baudirektor Johann Philipp Gerlach.
Ab 1731/1732 dominierten drei große Nord-Süd-Straßen, die später als Wilhelm-, Friedrich- und Lindenstraße bezeichnet wurden. Damals wie heute liefen sie in einem Rondell (später Belle-Alliance-Platz), dem heutigen Mehringplatz zusammen. Auf den freien Flächen zwischen den Straßen entstanden nach und nach Gebäude. Das Areal entlang der Wilhelmstraße zwischen Voßstraße, Ebertstraße und Pariser Platz vergab der König an verdiente Adelige der Hofverwaltung und an Militärs. Mit diesem Geschenk waren nicht nur staatliche Finanzierungshilfen, sondern auch die Auflage verbunden, repräsentative Stadtpalais’ zu schaffen. Ein geschickter Schachzug des immer auf die Konsolidierung der staatlichen Finanzen bedachten Königs. Der Ausbau mit rein staatlichen Mitteln hätte die öffentlichen Kassen weit mehr gekostet als die großzügige Bezuschussung.
Mit der Zeit entstanden sieben prächtige Palais, an deren Rückseite Gärten und Grünanlagen zunächst im barocken, später im englischen Stil angegliedert waren. Als Friedrich II. 1740 den Thron bestieg, setzte er die Bauvorhaben seines Vaters fort, obwohl ihn zunächst militärische Unternehmungen stark in Anspruch nahmen. Nun siedelten zunehmend auch Beamte des Generaldirektoriums und weitere führende Köpfe des preußischen Staates, die nicht immer zwingend Adelige waren, in der näheren Umgebung der Palaisgärten.

### Struktureller Wandel bis Mitte des 19. Jahrhunderts

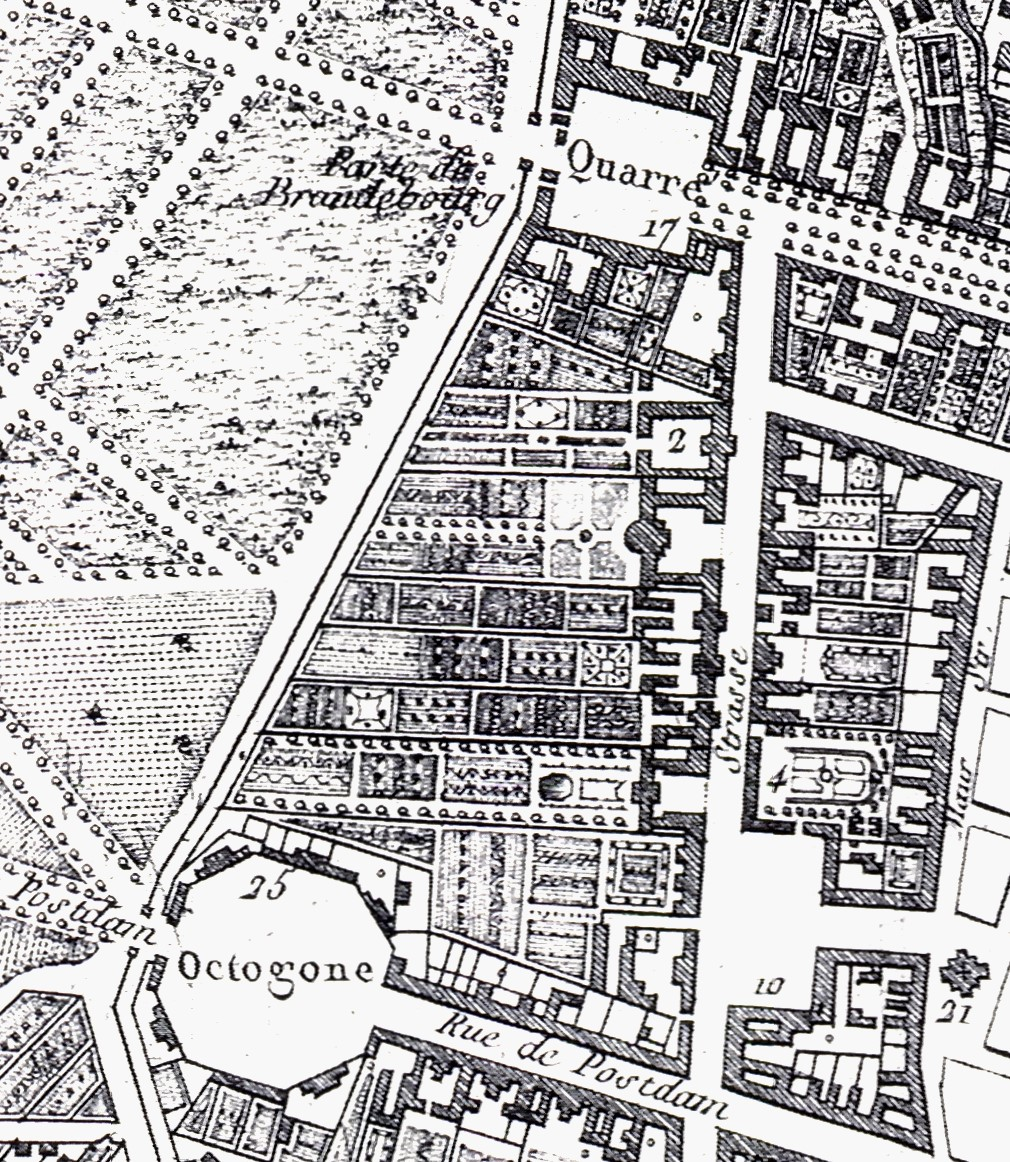
Plan der Ministergärten von 1748

Schon im ausgehenden 18. Jahrhundert zeichnete sich ein struktureller Wandel in und um die Wilhelmstraße ab. Die Grundstückspreise waren horrend. Auch die Unterhaltung der stattlichen Immobilien verschlang Unsummen. Stück für Stück erwarben zudem die finanziell und sozial aufsteigenden bürgerlichen Schichten, die von der langsam einsetzenden Industrialisierung profitierten und den Adeligen zumindest im Bereich des Kapitals den Rang abliefen, Besitz in diesem Stadtteil. Bürgerliche Bebauung entstand, Verlage, Manufakturen errichteten entlang der Wilhelm-, Friedrich- und Lindenstraße ihre Firmensitze. Aus Angst, der klassische, traditionell friderizianische Charakter des Gebietes könnte verloren gehen, kaufte auch der preußische Staat zunehmend Grundstücke und Gebäude, vor allem die Palais’ an der Wilhelmstraße, die für öffentliche Zwecke verwendet wurden. Behörden, das heißt Ämter und Ministerien der immer noch wachsenden preußischen Verwaltung wurden hier angesiedelt. In der zweiten Hälfte des 19. Jahrhunderts gehörten bis auf Grundstück Nr. 72 alle Gebäude zum Regierungsviertel der Hauptresidenz Berlin. Das mondäne Wohnviertel war zum Regierungsviertel geworden. Die vormals privaten Gärten der ehemaligen Adelspaläste gehörten zwar der öffentlichen Hand, blieben aber auf Grund der Zugehörigkeit zu offiziellen Institutionen weiterhin für Publikum geschlossen. Sie hießen nun nicht mehr Palais-, sondern bald Ministergärten.

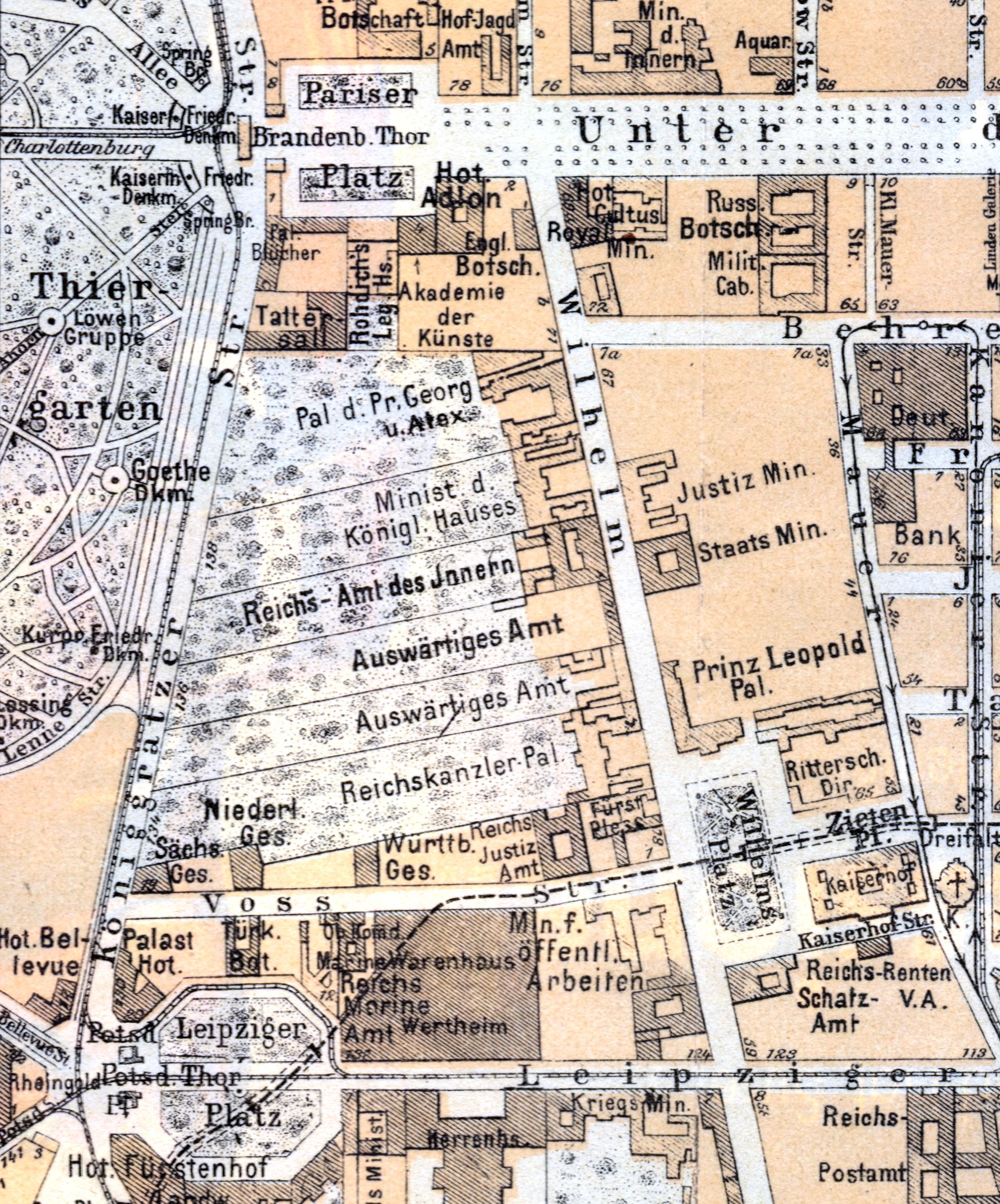
Plan der Ministergärten von 1904

Mit der Reichsgründung 1871 fanden auch die Behörden des Kaiserreichs und Botschaften auswärtiger Mächte ihren Platz in und um die Ministergärten. Das Viertel stieg vom politischen Zentrum Preußens zum politischen Zentrum des Reiches auf. An der Struktur und der Bausubstanz sollte sich bis zum Ende der Weimarer Republik nichts mehr ändern.

### Die Ministergärten im „Dritten Reich“
Mit der „Machtergreifung“ der Nationalsozialisten im Januar 1933 begann ein drastischer Wandel für das Quartier um die Ministergärten. Der monumentalen architektonischen Planung von Albert Speer fiel der historisch gewachsene Bestand zum Opfer. Die kleinteilige Bebauung der an die Ministergärten angrenzenden Voßstraße musste dem Projekt der Neuen Reichskanzlei weichen. Zusätzlich wurde unter dem gesamten Areal ein weitverzweigtes Bunkersystem eingerichtet, das unter dem Begriff „Führerbunker“ Geschichte schreiben sollte. Gegen Ende des Krieges wurde das NS-Machtzentrum zum Ziel alliierter Luftangriffe und russischer Truppen im „Kampf um Berlin“. Von den einst so prächtigen Ministergärten und der Bebauung blieb nichts als eine Ruinenlandschaft. Die wenigen Hölzer und Sträucher, die den Feuersturm überlebt hatten, fielen dem Bedürfnis der frierenden Berliner Bevölkerung nach Wärme in den entbehrungsreichen Nachkriegswintern zum Opfer.

### Nachkriegszeit

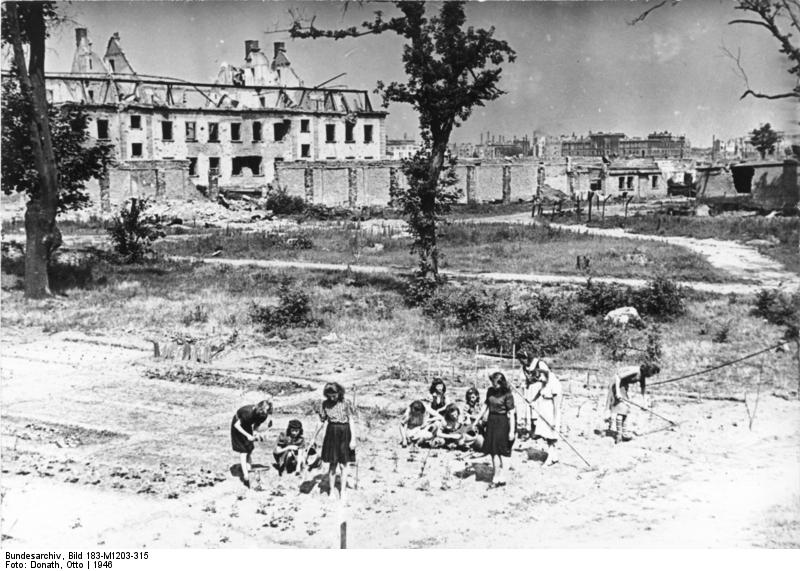
Anbau von Lebensmitteln nach dem Zweiten Weltkrieg im Jahr 1946 auf dem Gelände der Ministergärten

Mit dem Bau der Berliner Mauer im August des Jahres 1961 erlangten die ehemaligen Ministergärten wieder eine Bedeutung, wenn auch eine tragische. Sie lagen nun genau im Todesstreifen zwischen der Vorderlandmauer, entlang der alten Akzisemauer (Ebertstraße) und der Hinterlandmauer, entlang der Wilhelmstraße. Die Wilhelmstraße selbst verkam zum unbeliebten Grenzrandgebiet. Bis in die 1980er Jahre ruhten alle Bautätigkeiten. Pünktlich zur 750-Jahr-Feier Berlins im Jahr 1987 hatte es sich die DDR-Führung zusammen mit der Stadtverwaltung zur Aufgabe gemacht, dem Gebiet einen neuen, angenehmeren Charakter zu verleihen. Ein Plan zum hochwertigen Wohnungsbau und zur Verschiebung der Hinterlandmauer nach Westen wurde konzipiert. Der politische Charakter der Wilhelmstraße und der Umgebung sollte endgültig Geschichte sein. Erst 1990 wurde das Bauvorhaben fertiggestellt.

### Wiedervereinigung und Neubeginn

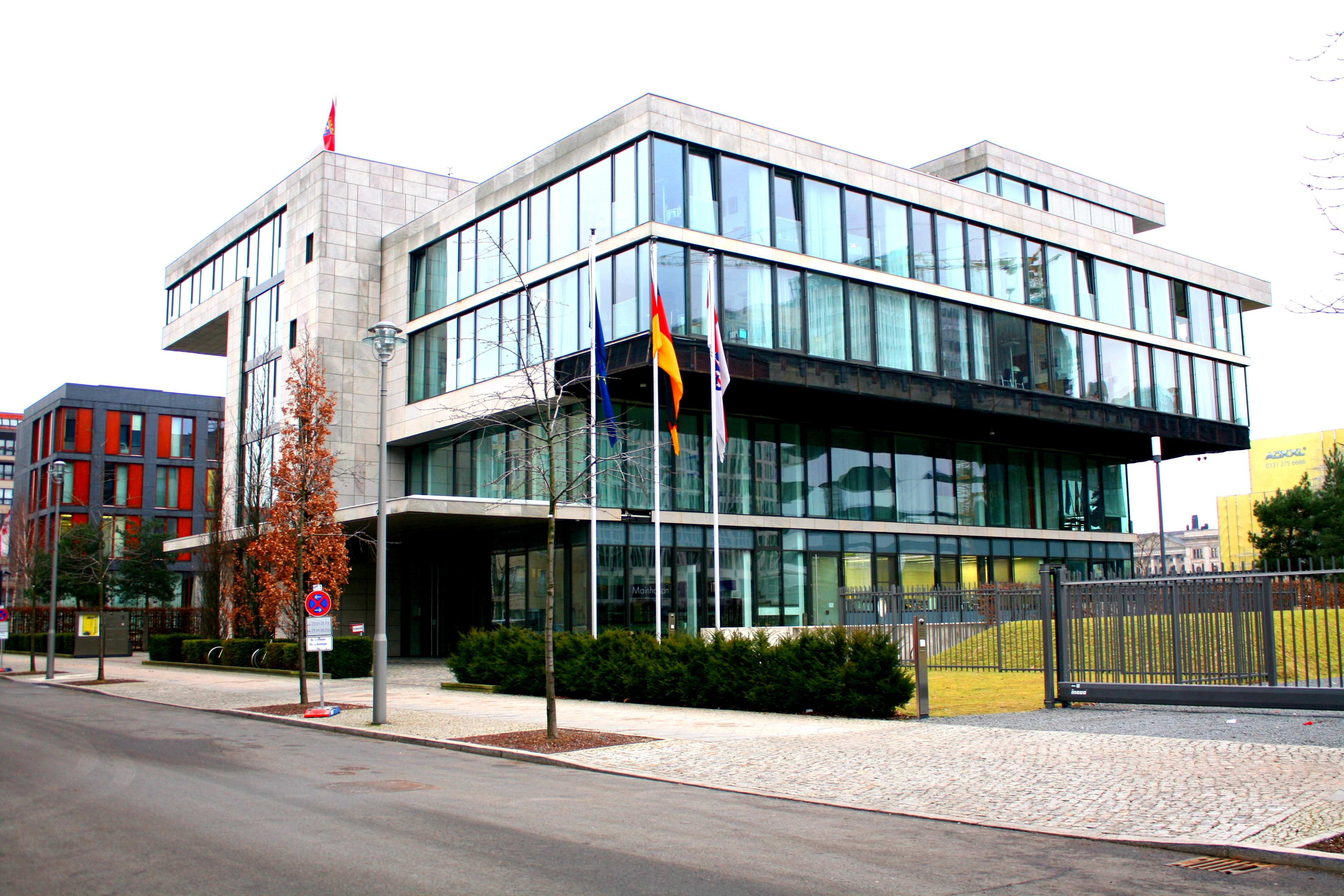
Vertretung Hessens beim Bund

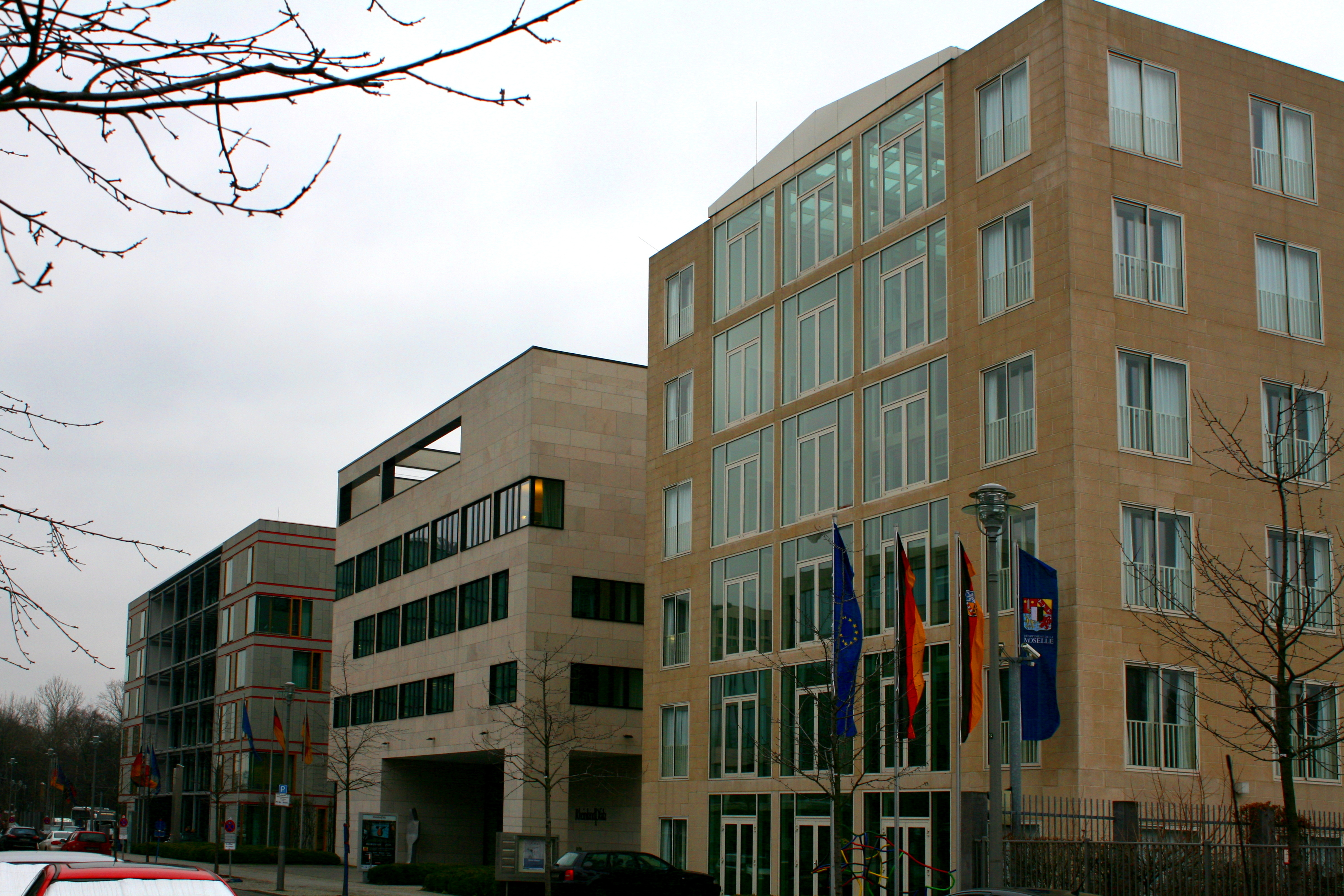
Die Landesvertretungen des Saarlandes (vorn), von Rheinland-Pfalz (mittleres Gebäude) sowie von Niedersachsen und Schleswig-Holstein (hinten) in den Ministergärten

Das Ende der DDR vollzog sich rascher als die Neubebauung. Ein halbes Jahr nach dem Fall der Mauer 1989 waren keine sichtbaren Spuren der innerdeutschen Grenze entlang der Ebert- und Wilhelmstraße mehr vorhanden. Bis zur Baufeldfreimachung 1998 lag das Gelände der Ministergärten brach, wurde aber verschiedentlich, vor allem für kulturelle Zwecke, genutzt. Die Nähe zum Parlamentsviertel und zum Potsdamer Platz macht dieses Gelände heute wirtschaftlich wie auch politisch wieder attraktiv. Die Wohnanlage und die Vertretungen verschiedener Bundesländer (der Länder Rheinland-Pfalz, Hessen, Saarland, Brandenburg und Mecklenburg-Vorpommern, sowie Niedersachsen und Schleswig-Holstein), die zu Beginn des 21. Jahrhunderts hier ihren Platz fanden, stehen sich unvermittelt gegenüber. An die Grünanlagen der friderizianischen bis Weimarer Zeit erinnert heute nur noch der Name der Straße „In den Ministergärten“.